# Tipula biramosa
Tipula biramosa är en tvåvingeart som beskrevs av Alexander 1933. Tipula biramosa ingår i släktet Tipula och familjen storharkrankar. Inga underarter finns listade i Catalogue of Life.